# Rolf Müller-Landau

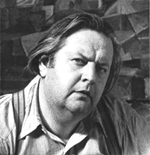
Rolf Müller-Landau, um 1953

Rolf Müller-Landau (* 5. Juni 1903 in Kia Ying Chow, China; † 2. Dezember 1956 in Bad Bergzabern; gebürtig Rudolf Hanns Christian Müller) war ein deutscher Maler und Mitbegründer der Pfälzischen Sezession.

## Leben
Ein Jahr nach seiner Geburt brachten ihn seine Eltern zu Verwandten nach Lohr am Main und kehrten zurück nach China. 1910 übersiedelte er mit den Eltern nach Landau in der Pfalz. Von 1922 bis 1929 studierte er an der Staatlichen Akademie der Bildenden Künste Karlsruhe (damals „Badische Landeskunstschule“) und war von 1924 bis 1929 Meisterschüler bei Ernst Gustav Würtenberger. 1930 ließ er sich als freischaffender Künstler in Landau nieder und fügte seitdem seinem Namen den Zusatz „Landau“ hinzu. Im Jahr 1935 heiratete er Hermine Siering. 1945 zog die Familie nach der Zerstörung von Wohnung und Atelier von Landau ins nahe Heuchelheim.
In den Jahren 1945/46 gründete er mit Freunden die Pfälzische Sezession und gewann u. a. Hans Purrmann, Edvard Frank, Werner Gilles, HAP Grieshaber und Gustav Seitz als Mitglieder. Von 1951 bis 1955 war Rolf Müller-Landau Mitglied des Vorstands des Deutschen Künstlerbundes.
Am 2. Dezember 1956 starb Müller-Landau nach schwerer Krankheit in Bad Bergzabern in der Pfalz.
In Landau (Pfalz) wurde eine Straße im „Malerviertel“ nach dem Künstler benannt.

## Werk
Das Frühwerk Müller-Landaus wurde vor allem durch impressionistische Werke von strenger Komposition und handwerklicher Perfektion bestimmt. In dieser Zeit entstanden vor allem Ölbilder, Aquarelle, Holzschnitte und Zeichnungen von Landschaften, Porträts und Stillleben. Nach den zunehmend düsterer werdenden Arbeiten während der nationalsozialistischen Herrschaft, wirkte das Kriegsende für Müller-Landau wie eine Befreiung, was sich auch in seinem Schaffen niederschlug. 
Nach 1945 beeinflusste ihn zunehmend die bisher in Deutschland schwer zugängliche Kunst Frankreichs – vor allem die von Georges Braque, Paul Cézanne, Henri Matisse und Pablo Picasso – und sein Schaffen erreichte eine überregionale Anerkennung.
Dieser Phase entstammen auch Wandbilder, Mosaike und Kirchenfenster, vor allem in Sakralbauten. Besonders hervorzuheben sind seine Farbschnittmonotypien, eine von ihm entwickelte Drucktechnik: Auf hauchdünnem chinesischem Reispapier wurden handbemalte Holz- und Linolschnitte gedruckt. Rolf Müller-Landau gelang damit eine Verschmelzung von Malerei und Druckgraphik. Jede einzelne Farbschnittmonotypie wurde so zu einem Unikat.
Wichtiger Bestandteil seines Spätwerks sind eine Vielzahl an Aquarellen, als deren Inspiration eine Reise in den Süden Frankreichs, vom Rhonetal über die Haute Provence, bis zur Côte d’Azur diente. 
Zeit seines Lebens war es vor allem der künstlerische Diskurs mit befreundeten Künstlern, der für eine stetige Weiterentwicklung seiner Arbeiten sorgte. Zu nennen sind hier vor allem Willi Baumeister, Josef Dobrowsky, Edvard Frank, Werner Gilles, HAP Grieshaber, Karl Hofer, Hans Purrmann, Daniel Wohlgemuth, Gustav Seitz oder Theo Siegle, mit denen er in regem Briefwechsel stand.
Eine wichtige Quelle zu Leben und Werk von Rolf Müller-Landau in den 1950er-Jahren bildet der Briefwechsel zwischen Willibald Gänger, dem damaligen Geschäftsführer der Pfälzischen Sezession, und Hans Purrmann. Trotz der zeitlich begrenzten Schaffensphase des Künstlers umfasst sein Gesamtwerk mehr als 2000 Arbeiten.

## Ausstellungen (Auswahl)
- 1926: Pfälzische Malerei von heute, Ludwigshafen
- 1927: Ausstellung des Reichsbundes Deutscher Kunsthochschüler, Leipzig
- 1934: Galerie Bettie Thommen, Basel
- 1943: Junge Kunst im Deutschen Reich, Wien. Die Ausstellung wurde vorzeitig als „entartet“ geschlossen.[6]
- 1946: Eröffnungsausstellung der Pfälzischen Sezession, Speyer
- 1947: Deutsche Kunst der Gegenwart, Woldemar Klein Verlag, Baden-Baden
- 1948: XXIV. Biennale von Venedig
- 1949: 2. Deutsche Kunstausstellung, Dresden
- 1950: Galerie Henning, Halle/Saale ("Aquarelle, Farbreproduktionen")
- 1950: Frankfurter Kunstkabinett Hanna Bekker vom Rath, Frankfurt am Main
- 1950: Das Menschenbild in unserer Zeit, Darmstadt
- 1954: Deutsche Kunst nach 1945, Stedelijk Museum, Amsterdam
- 1955: III. Biennale von São Paulo
- 1956: Moderne deutsche Kunst in Delhi, Delhi, Indien
- seit 1957: Gedächtnisausstellungen u. a. in Berlin, Heidelberg, Kaiserslautern, Landau, Mannheim, Saarbrücken, Speyer, Wiesbaden und New York.[7]

## Werke in öffentlichen Sammlungen (Auswahl)
Arbeiten von Rolf Müller-Landau befinden sich u. a. im Besitz der Albertina in Wien, den Bayerischen Staatsgemäldesammlungen in München, dem Historischen Museum der Pfalz in Speyer, der Kunsthalle Bremen, dem Landesmuseum Mainz, der Library of Congress in Washington, der Kunsthalle Mannheim, des Museum Pfalzgalerie Kaiserslautern, dem Wallraf-Richartz-Museum in Köln oder dem Wilhelm-Hack-Museum in Ludwigshafen.